# Nesiotoniscus ribensis
Nesiotoniscus ribensis är en kräftdjursart som beskrevs av Albert Vandel1948. Nesiotoniscus ribensis ingår i släktet Nesiotoniscus och familjen Trichoniscidae. Inga underarter finns listade i Catalogue of Life.